# Säynesaari
Säynesaari är en ö i Finland. Den ligger i sjön Suuri-Nivunki och i kommunen Kides i den ekonomiska regionen  Mellersta Karelens ekonomiska region  och landskapet Norra Karelen, i den sydöstra delen av landet, 300 km nordost om huvudstaden Helsingfors. Öns area är en hektar och dess största längd är 160 meter i öst-västlig riktning.